# Goianorte
Goianorte é um município brasileiro do estado do Tocantins. Localiza-se a uma latitude 08º46'33" sul e a uma longitude 48º55'54" oeste, estando a uma altitude de 256 metros. Sua população estimada em 2021 e de 5.136 habitantes.